# ティム・レディング
ティモシー・ジェームズ・レディング（Timothy James Redding, 1978年2月12日 - ）は、アメリカ合衆国ニューヨーク州ロチェスター出身の元プロ野球選手（投手）。右投右打。現在は、ワシントン・ナショナルズの傘下のA-級オーバーン・ダブルデイズで投手コーチを務めている。

## 経歴

### プロ入りとアストロズ時代
1997年のMLBドラフトでヒューストン・アストロズからドラフト20巡目(全体610位)で指名され入団。
1998年は傘下のA-級のオーバーン・ダブルデイズで16試合に登板した。
1999年はA級ミシガン・バトル・キャッツで43試合に登板した。
2000年はA+級キシミー・コブラズとAA級ラウンドロック・エクスプレスで計29試合に登板した。
2001年はAA級ラウンドロックとAAA級ニューオーリンズ・ゼファーズで計20試合に登板した。6月24日のシンシナティ・レッズ戦で、メジャーデビューを果たす。7月2日のミルウォーキー・ブルワーズ戦で、メジャー初勝利を記録した。
2002年はAAA級ニューオーリンズで11試合で登板した後、メジャーに昇格した。
2003年は1年を通してメジャーで投げ続けた。
2004年はメジャーで27試合に登板した。

### パドレス時代
2005年3月28日にハンベルト・キンテーロとのトレードでサンディエゴ・パドレスへ移籍した。この年は、パドレスでは6試合に先発登板したが1勝も出来なかった。

### ヤンキース時代
2005年7月2日にポール・クアントリルとのトレードでダレル・メイと共にニューヨーク・ヤンキースへ移籍した。怪我人続出のチーム事情で急遽加入するも、期待された結果は残せず、1試合に先発しただけで傘下のAAA級コロンバス・クリッパーズへ降格した。

### ホワイトソックス傘下時代
2006年はシカゴ・ホワイトソックスとマイナー契約を結び、傘下のAAA級シャーロット・ナイツで29試合に登板した。この年は、マイナーでは好投するもメジャーで登板する事は無かった。オフに、FAとなった。

### ナショナルズ時代
2006年11月にワシントン・ナショナルズとマイナー契約を結んだ。

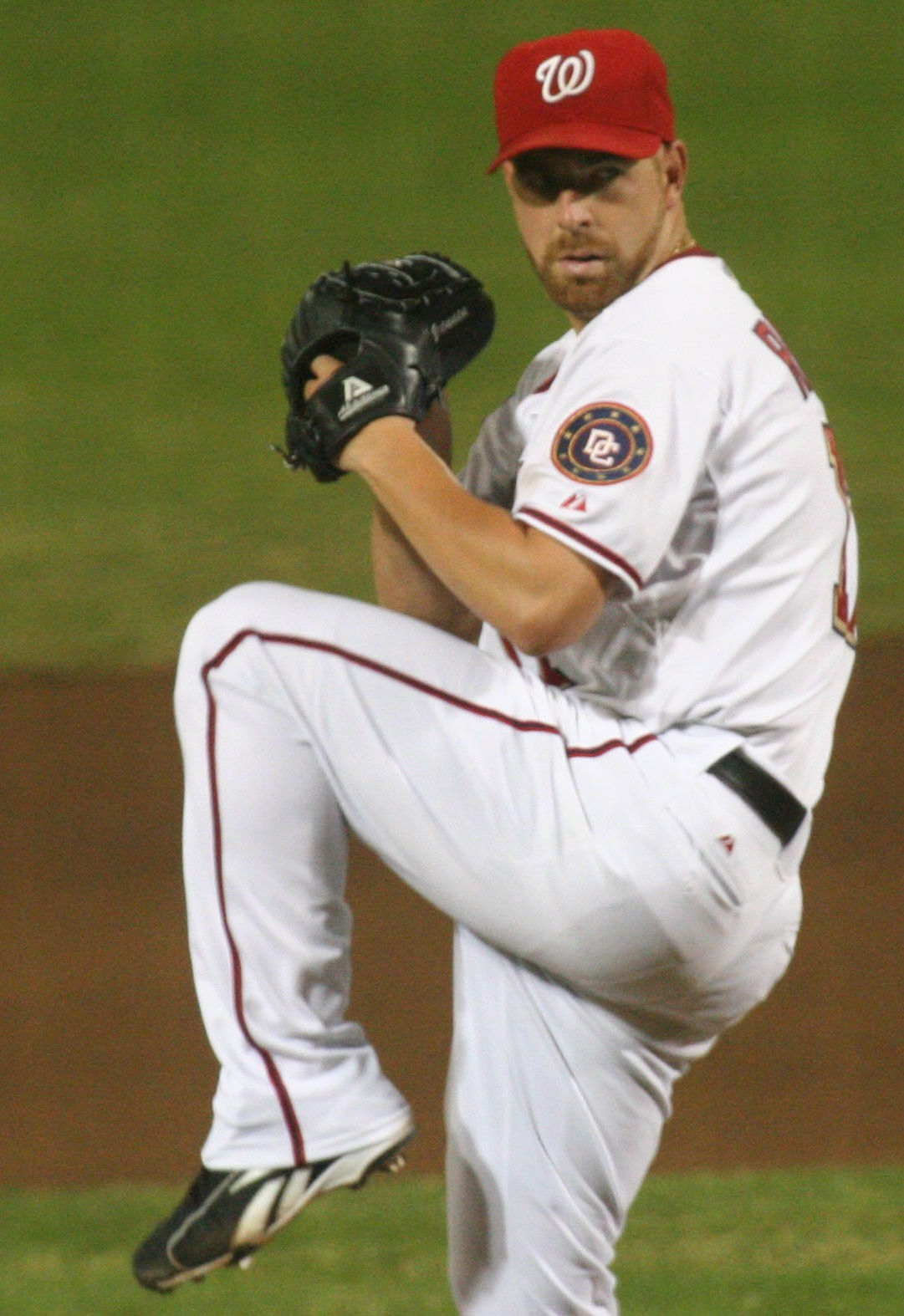
2007年9月22日

2007年は開幕を傘下のAAA級コロンバスで迎えた。先発ローテーションに怪我人が続出してチーム事情から7月にメジャーに昇格し、2年振りにメジャーで登板した。
2008年オフにノンテンダーFAとなった。

### メッツ時代
2009年1月にニューヨーク・メッツと1年契約を結んだ。開幕前に先発5番手として期待されるも、スプリングトレーニング中に自身のエラーで右肩を負傷する。5月18日のロサンゼルス・ドジャース戦で、この年初めて登板した。オフにノンテンダーFAとなった。

### ロッキーズ傘下時代
2010年1月26日にコロラド・ロッキーズとマイナー契約を結んだ。傘下のAAA級コロラドスプリングス・スカイソックスでプレーしていたが、不振で5月22日に解雇された。

### ヤンキース復帰
2010年5月22日、ロッキーズから解雇された数時間後に古巣のヤンキースとマイナー契約を結んだ。

### サムスン・ライオンズ時代
2010年8月5日に、故障により退団した元日本ハムのブランドン・ナイトの代役としてKBOのサムスン・ライオンズと契約を結んだ。9試合に登板するも、成績不振でオフに退団する。

### ドジャース傘下時代
2011年1月3日にロサンゼルス・ドジャースとマイナー契約を結ぶ。傘下のAAA級アルバカーキ・アイソトープスで13試合に登板するも、成績不振で6月に契約を解除される。

### フィリーズ傘下時代
その後、フィラデルフィア・フィリーズとマイナー契約を結び、傘下のAAA級リーハイバレー・アイアンピッグスで5試合に登板するも、成績不振で解雇される。

### ブルージェイズ傘下時代
2012年1月27日にトロント・ブルージェイズとマイナー契約を結ぶ。傘下のAAA級ラスベガス・フィフティワンズで23試合に登板するも1勝も挙げられず、8月10日に解雇される。

### 独立リーグ時代
2012年8月17日にアトランティックリーグのシュガーランド・スキーターズと契約を結んだ。
2013年は、開幕をメキシカンリーグのアグアスカリエンテス・レイルロードメンで迎えた。シーズン途中にモンテレイ・サルタンズへ移籍した。その後、アトランティックリーグのサザンメリーランド・ブルークラブスでプレーし、1年を終えた。

### 指導者として
2014年からは、古巣のナショナルズ傘下となったA-級オーバーンで投手コーチを務めている。

## 詳細情報

### 年度別投手成績
| 年 度    | 球 団    | 登 板 | 先 発 | 完 投 | 完 封 | 無 四 球 | 勝 利 | 敗 戦 | セ 丨 ブ | ホ 丨 ル ド | 勝 率 | 打 者 | 投 球 回 | 被 安 打 | 被 本 塁 打 | 与 四 球 | 敬 遠 | 与 死 球 | 奪 三 振 | 暴 投 | ボ 丨 ク | 失 点 | 自 責 点 | 防 御 率 | W H I P |
| -------- | -------- | ----- | ----- | ----- | ----- | -------- | ----- | ----- | -------- | ----------- | ----- | ----- | -------- | -------- | ----------- | -------- | ----- | -------- | -------- | ----- | -------- | ----- | -------- | -------- | ------- |
| 2001     | HOU      | 13    | 9     | 0     | 0     | 0        | 3     | 1     | 0        | 0           | .750  | 249   | 55.2     | 62       | 11          | 24       | 0     | 3        | 55       | 2     | 0        | 38    | 34       | 5.50     | 1.54    |
| 2002     | HOU      | 18    | 14    | 0     | 0     | 0        | 3     | 6     | 0        | 0           | .333  | 325   | 73.1     | 78       | 10          | 35       | 3     | 0        | 63       | 5     | 1        | 49    | 44       | 5.40     | 1.54    |
| 2003     | HOU      | 33    | 32    | 0     | 0     | 0        | 10    | 14    | 0        | 0           | .417  | 769   | 176.0    | 179      | 16          | 65       | 4     | 7        | 116      | 3     | 0        | 85    | 72       | 3.68     | 1.39    |
| 2004     | HOU      | 27    | 17    | 0     | 0     | 0        | 5     | 7     | 0        | 0           | .417  | 465   | 100.2    | 125      | 15          | 43       | 3     | 5        | 56       | 2     | 0        | 73    | 64       | 5.72     | 1.67    |
| 2005     | SD       | 9     | 6     | 0     | 0     | 0        | 0     | 5     | 0        | 0           | .000  | 143   | 29.2     | 40       | 7           | 13       | 1     | 2        | 17       | 1     | 0        | 35    | 30       | 9.10     | 1.79    |
| 2005     | NYY      | 1     | 1     | 0     | 0     | 0        | 0     | 1     | 0        | 0           | .000  | 11    | 1.0      | 4        | 0           | 4        | 0     | 0        | 2        | 0     | 0        | 6     | 6        | 54.00    | 8.00    |
| '05計    | NYY      | 10    | 7     | 0     | 0     | 0        | 0     | 6     | 0        | 0           | .000  | 154   | 30.2     | 44       | 7           | 17       | 1     | 2        | 19       | 1     | 0        | 41    | 36       | 10.57    | 1.99    |
| 2007     | WSH      | 15    | 15    | 0     | 0     | 0        | 3     | 6     | 0        | 0           | .333  | 376   | 84.0     | 84       | 10          | 38       | 4     | 4        | 47       | 1     | 1        | 35    | 34       | 3.64     | 1.45    |
| 2008     | WSH      | 33    | 33    | 1     | 0     | 0        | 10    | 11    | 0        | 0           | .476  | 791   | 182.0    | 195      | 27          | 65       | 5     | 7        | 120      | 10    | 0        | 110   | 100      | 4.95     | 1.43    |
| 2009     | NYM      | 30    | 17    | 0     | 0     | 0        | 3     | 6     | 0        | 0           | .333  | 525   | 120.0    | 122      | 18          | 50       | 2     | 5        | 76       | 4     | 0        | 72    | 68       | 5.10     | 1.43    |
| 2010     | サムスン | 9     | 6     | 0     | 0     | 0        | 1     | 3     | 0        | 0           | .250  | 153   | 35.1     | 40       | 2           | 11       | 0     | 2        | 19       | 1     | 0        | 20    | 20       | 5.09     | 1.44    |
| MLB：8年 | MLB：8年 | 179   | 144   | 1     | 0     | 0        | 37    | 57    | 0        | 0           | .394  | 3644  | 822.1    | 889      | 114         | 337      | 25    | 30       | 552      | 28    | 2        | 503   | 452      | 4.95     | 1.49    |
| KBO：1年 | KBO：1年 | 9     | 6     | 0     | 0     | 0        | 1     | 3     | 0        | 0           | .250  | 153   | 35.1     | 40       | 2           | 11       | 0     | 2        | 19       | 1     | 0        | 20    | 20       | 5.09     | 1.44    |

### 背番号
- 51（2001年 - 2004年）
- 39（2005年 - 同年途中）
- 29（同年途中 - 同年終了）
- 17（2007年 - 2008年）
- 44（2009年）